# Hafdasa C-4
Hafdasa C-4 là loại súng tiểu liên do Rorice Rigaud thiết kế và chế tạo tại hãng cơ khí HAFDASA (Hispano-Argentina Fábrica de Automóviles S.A.) ở Argentina. Loại súng này đã được thông qua và đưa vào phục vụ trong lực lượng quân đội và cảnh sát Argentina từ năm 1939, số lượng của loại này chưa được rõ và hầu hết các hình ảnh về chúng đến từ lực lượng hải quân.

## Phát triển
Theo các thông tin thì sau khi cục cảnh sát Policia de la Capital đơn vị chịu trách nhiệm đảm bảo an ninh cho các tòa nhà chính phủ ở Buenos Aires nhận được lô hàng súng tiểu liên Beretta M1918/30 đầu những năm 1930 thì các tướng và đô đốc nước này đã đến xem qua loại súng này và muốn có thứ gì đó tương tự cho lực lượng quân đội Argentina. Hãng cơ khí HAFDASA khi đó cũng đang muốn mở rộng sản xuất sang lĩnh vực vũ khí bằng cách nào đó đã nắm được thông tin này và đã phát triển các mẫu vũ khí nội địa nhưng vẫn giống với ý muốn quân đội dựa trên các thiết kế của Beretta M1918 với các mẫu C-1, C-2, C-3 và C-4.

## Thiết kế
C-4 sử dụng cơ chế nạp đạn blowback với khóa nòng có thể hoạt động xoay chiều có nghĩa thể lấy đạn từ bên trái hay bên phải. Bolt được thiết kế như thế do thiết kế hộp đạn của loại súng này, hộp đạn của súng này trông như một cục gạch bên trong chứa hai hộp đạn. Nếu xạ thủ muốn dùng hàng đạn bên nào thì chỉ việc xoay bolt qua bên đó. Để chống lại bụi bẩn thì súng có miếng che bụi lớn che phần khe gắn hộp đạn khi chưa được sử dụng nó sẽ mở ra khi gắn hộp đạn vào. Hộp đạn của súng có thể chứa 50 viên 9mm hoặc 45 viên 11,43×23mm (.45 ACP) và ban đầu để tránh việc người sử dụng "nướng" hết băng này quá nhanh mà không nghĩ gì nhiều thì súng chỉ được đặt ở chế độ bán tự động nhưng có thông tin chúng đã nâng cấp thêm chế độ tự động sau khi Rigaud rời công ty.
Hệ thống nhắm cơ bản của súng là điểm ruồi. Phần dưới của thân súng được làm bằng nhôm đúc có thể nhuộm thành bất cứ các màu nào theo đặt hàng hoặc cứ để trắng bóng. Việc này không lạ do HAFDASA đã từng làm việc trên một số ứng dụng nhôm cho ô tô và máy bay. Súng có thể gắn thêm lưỡi lê nếu cần.